# Duaenre
| D21 · D36 | D46 · N14 | V4 · N35 |

| D21 · D36 | D46 · N14 | V4 · N35 |

Duaenre byl vezír za vlády Menkaurea během 4. dynastie.

## Rodina
Duaenre byl synem krále Rachefa a královny Meresanch III., tedy vnukem faraona Chufua. Jeho synem byl pravděpodobně Babaef II.
Nápis na falešných dveřích nalezený v G 3098 uvádí ženu jménem Neferhetepes-nedžes, která byla dcerou Neferhetepes a vnučka Duanrea syna krále jeho těla. Tento muž je pravděpodobně totožný s princem Duaenrem. Neferhetepes a Neferhetepes-nedžes jsou tedy pravděpodobně dcerou a vnučkou Duaenrea. Falešné dveře byly nalezeny jako součást hrobky Iymeryho a jeho manželky Persenet. Není známo, jak byli tito dva spjati s Duaenreem.

## Hrobka

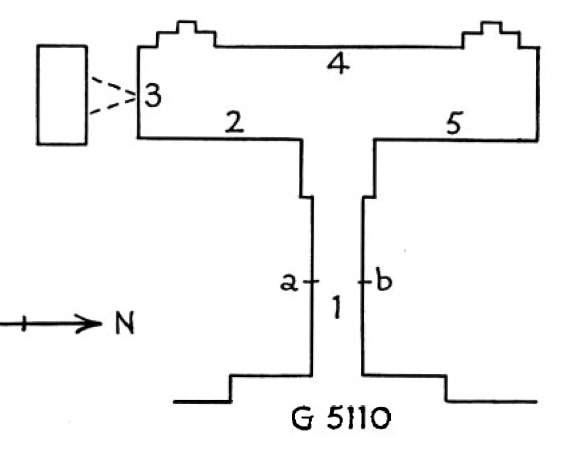
Plán hrobky G 5110

Duaenre byl pohřben v mastabě G 5110 v Gíze, na jejíž stěnách je Duanre vyobrazen se svým synem. Ernesto Schiaparelli v šachtě nacházející se v této mastabě nalezl červený žulový sarkofág, která je nyní uložen v muzeu v Turíně. Fragment vápence nalezený v troskách zmiňuje jména Iufiho a Perneba. Tito muži dohlíželi na dělníky stavějící tuto mastabu.